# Бикалова, Надежда Александровна
Надежда Александровна Бикалова (род. 28 августа 1960 года, Цивильск, Чувашская АССР, СССР) — российский ученый-финансист, доцент Финансового университета при Правительстве Российской Федерации (2020), кандидат экономических наук.
Депутат Государственной Думы I созыва.

## Биография
Надежда Бикалова родилась 28 августа 1960 года в Цивильске. С 1977 по 1978 год работала бухгалтером на Чебоксарском электроаппаратном заводе.
Окончила Ленинградский финансово-экономический институт им. Н. А. Вознесенского по специальности экономист (1978 по 1983). В 1983 году — ассистент кафедры бухгалтерского учёта Чебоксарского филиала Московского кооперативного института имени Дружбы народов. С 1983 по 1987 год — аспирантка Ленинградского финансово-экономического института. В 1987 году — старший научный сотрудник отдела социологии Научно-исследовательского института языка, литературы, истории и экономики при Совете Министров Чувашской Республики. С 1987 по 1992 год — заведующая лабораторией технико-экономических исследований АСУ и САПР научно-производственного объединения «Системпром», г. Чебоксары.
В 1992 году — экономический обозреватель газеты «Чебоксарские новости». С 1992 по 1993 году — начальник отдела продаж Госкомимущества Чувашской Республики, г. Чебоксары. В 1993 году — председатель фонда имущества Чувашской Республики.
В декабре 1993 года была избрана Депутатом Госдумы I созыва от 1043 избирательного округа (Чувашская Республика). Выдвинута группой избирателей (от Чебоксарского округа № 34). Вошла в депутатскую группу «Новая региональная политика». Была членом Комитета по экономической политике. В 1994 году — членом Комитета по международным делам.
В 1995 году баллотировалась в Госдуму второго созыва. С 1996 по 1999 год — консультант аппарата Государственной Думы. В 1999 году была включена в общефедеральный список избирательного объединения «Российский общенародный союз» (№ 3 в Региональной группе «Приволжский регион») для участия в выборах в Государственную Думу третьего созыва. Также была выдвинута от РОС кандидатом по Чебоксарскому одномандатному избирательному округу № 33 (Республика Чувашия), но подала заявление об отказе баллотироваться.
В 2005 году — консультант Комитета по проблемам Севера Государственной Думы Федерального Собрания РФ.
Является к.э.н., работает доцентом кафедры "Теория финансов" в учебном заведении Финансовый университет при Правительстве Российской Федерации (2015). Читаемые учебные курсы: Финансы, "Финансы" на английском языке ("Public Finance"), Основы взаимодействия государства и бизнеса. Профессиональные интересы: Финансы, Общественные финансы, Международные финансы.

## Участие в общественных структурах
- Вице-президент регионального отделения Международной и Российской организации «Женщины с университетским образованием».
- Председатель оргкомитета движения «Женщины Чувашии за социальную справедливость».

## Увлечения
Увлекается туризмом и искусствоведением.